# Jorge Sainz de Baranda
Jorge Sáinz de Baranda Brünbeck es un abogado y político del Partido Popular en las Islas Baleares (España), adjunto a la Presidencia del Partido Popular, José Ramón Bauzá y asesor del alcalde de Calviá, Carlos Delgado. Fue director general de Tributos del Gobierno de Baleares durante la presidencia de Jaume Matas.

## Relación con la "operación Bomsai"
Fue detenido por la policía el 13 de abril de 2010 en el marco de la «Operación Bomsai» (de: "BOMberos y SAnIdad"), coincidiendo con varias líneas de investigación de la Fiscalía Anticorrupción que, en el mismo día, dirigió varios registros policiales "en diferentes sedes en Palma de compañías de obras y en despachos profesionales relacionados con la corporación pública CAIB Patrimonio" de la que Sáinz de Baranda era directivo. Los hechos investigados se refieren a una posible malversación de fondos de dicha corporación, desviados hacia particulares por impore de 900.000 euros.
Tras prestar declaración, la jueza que instruye el caso decretó prisión eludible bajo fianza de 50.000 euros, quedando finalmente acusado de los delitos de prevaricación y malversación de caudales públicos.El Partido Popular anunció el día 16 de abril la suspensión de militancia del imputado.
Posteriormente fueron levantadas las medidas cautelares.
En 2017, tras siete años de instrucción, la Fiscalía solicita el archivo al entender que no se han encontrado indicios de comisión de delitos. La Abogacía de la Comunidad Autónoma se suma a la petición de archivo.
El juez del Juzgado de Instrucción número uno de Palma dictó auto acordando el archivo de la causa para Sainz de Baranda.